# Karlo Martel
Ovo je tekst o Karlu Martelu pobjedniku nad Arapima. Za tekst o Karlu Martel koji je bio de jure hrvatsko-ugarski kralj pogledati stranicu Karlo Martel (Anžuvinac)
Karlo Martel (franc. Charles Martel, njem. Karl Martell) (između 685. i 689. – 22. listopada 741.), franački majordom i vojskovođa, poznat po pobjedi u bitci kod Toursa.  
Bio je izvanbračni sin Pipina Herštalskog i njegove ljubavnice Alpaide.  Služio je kao majordom na franačkom dvoru, a kao vojskovođa se proslavio pobjedom nad muslimanskom vojskom u bitci kod Toursa 732. godine, nakon koje je stekao nadimak Martel (hrv.: čekić, malj).  Potječe iz dinastije Pipinida koja će kasnije po njemu biti nazvana Karolinzi.

## Bitka kod Toursa
Tijekom prve arapska invazije Francuske vojvoda Odo od Akvitanije će u bitci kod Toulousa 721. godine odnijeti odlučujuću pobjedu koja mu ubrzo donosi ljubomoru najviših državnih dužnosnika. Jedan od važnijih razloga za novu invaziju 732. godine postaju vijesti o ratu Karla i prilično nezavisnog Oda koje su stigle na Pirinejski poluotok. 
Značajan povijesni izvor o bitci kod Toursa je Kronika iz 754.
U bitci koju će sam, napušteni vojvoda od Akvitanije voditi protiv Arapa 732. godine na rijeci Garonne njegova vojska će biti potpuno uništena nakon čega on mora ponizno tražiti zaštitu kod Karla.  
Tek nakon tih događaja slijedi velika bitka kod Toursa koja se odigrava u listopadu 732. negdje između gradova Tours i Poitiers.  Ponekad se koristi i naziv bitka kod Poitiersa, no prvi naziv je češći jer se kod Poitiersa vodila još jedna bitka - između Francuza i Engleza u stogodišnjem ratu.  Karlo je raspolagao vojskom od 15-75 tisuća pješaka dok je muslimanska vojska, koju je vodio emir Abd er Rahman, brojila 60-400 tisuća konjanika.  Muslimanska teško-oklopljena konjica smatrana je do tada gotovo nepobjedivom, a bila je i brojčano nadmoćna nad franačkom vojskom.  Karlo je vodio obrambenu borbu, stvorivši sa svojim ljudima kvadratnu formaciju koja se uspjela oduprijeti konjaničkim naletima.  U borbi je ubijen muslimanski vođa, što je izazvalo neslaganje među preživjelim generalima, te uzrokovalo poraz i povlačenje muslimana.  Ishod borbe zaustavio je muslimanska osvajanja u zapadnoj Europi,  a u sljedeće dvije generacije muslimani su protjerani preko Pirineja.

## Vojna reforma
Nakon briljantne pobjede kod Toursa, Karlu je znatno porastao ugled i postao je apsolutni gospodar kraljevstva.  Posljednji merovinški kraljevi, ponekad nazivani kraljevi lijenčine, u to doba nisu imali nikakvu stvarnu vlast jer je potpuno prešla u ruke majordoma.  Budući da je Karlo bio prvenstveno vojskovođa, svoj utjecaj je iskoristio kako bi proveo opsežnu vojnu reformu.
Dotadašnja europska vojska sastojala se isključivo od pješaštva novačenog među slobodnim ljudima u vrijeme rata.  Nakon bitke kod Toursa, Karlo je uvidio prednosti muslimanske konjice, te je odlučio dopuniti dotadašnju neučinkovitu miliciju konjaničkim četama.  Budući da je nabava konjaničke opreme i održavanje ratnog konja bila prilično skupa investicija, mogla se nametnuti samo zemljoposjednicima.  Uskoro je svaki čovjek koji je posjedovao zemlju bio obvezan prihvatiti novu zadaću.  Vazalska obveza tako je dobila i novu dimenziju – vojničku službu.  Karlo je prilikom reforme novim ratnicima podijelio i dobar dio crkvenih imanja. Reforma je imala znatne posljedice na europsko društvo, jer je tadašnja aristokracija dobila i vojnu moć, koja će bitno odrediti njezin kasniji smjer razvoja – preobrazbu u ratničku klasu.

## Odnos prema Crkvi
Stanje u državi i vojna reforma koju je proveo, primorali su Karla na oduzimanje velikih posjeda od Crkve.  Crkva je i dalje ostala legalni vlasnik zemljišta, ali su ona otuđena i predana na uživanje njegovim vazalima i saveznicima.  Posljedice ove sekularizacije djelomično su ispravljene u korist Crkve na Koncilu u Lestinesu 743. godine, za vladavine Karlovog sina Pipina Malog.
Zbog mogućeg rata protiv provansalskih muslimana, sklopio je savez s Langobardima, koji su u to vrijeme bili u neprijateljskim odnosima s papom.  Kada je langobardski kralj Luitprand zaprijetio papi Grguru III., Karlo je, iako nominalno zaštitnik Crkve, odlučio poštovati savez i oglušio se na papinski poziv u pomoć.
Iako ga mnogi povjesničari, zbog pobjede kod Toursa, smatraju spasiteljem kršćanstva i Europe od moguće islamske invazije, u crkvenoj povijesti Karlo nije zabilježen kao posebno pozitivna ličnost.  Već u 9. stoljeću, Hincmar, nadbiskup Reimsa objavio je priču u kojoj ga prikazuje u paklu zbog nezakonitog otuđivanja crkvenog zemljišta.

## Poveznice
- Popis franačkih kraljeva

## Vanjske poveznice
- CATHOLIC ENCYCLOPEDIA: Charles Martel